# Arlene Xavier
Arlene de Queiroz Xavier (Belo Horizonte, 20 dicembre 1969) è una pallavolista brasiliana, di ruolo libero.

## Carriera
La carriera di Arlene Xavier comincia nel 1987 nel Clube Campestre Filipense. Un anno dopo viene ingaggiata dal Clube Atlético Rodoviário. Nel 1989 debutta nel massimo campionato brasiliano col Minas Těnis Clube. Dopo una stagione nel Associação Atlética Banco do Brasil Belo Horizonte, torna a giocare nel Minas Těnis Clube, vincendo il campionato brasiliano nel 1993 e debuttando nello stesso anno nella nazionale brasiliana, con cui vince la medaglia d'argento al campionato sudamericano.
Dopo tre stagioni al Guarujà, due stagioni all'Esporte Clube Pinheiros ed una stagione all'Associação Desportiva Classista BCN, viene ingaggiata dal Clube de Regatas do Flamengo, con cui vince la Superliga nel 2001. Nello stesso anno torna a giocare nell'Associação Desportiva Classista BCN, con cui vince per tre volte il campionato brasiliano. Con la nazionale, nel 2003, vince la medaglia d'argento alla Coppa del Mondo, venendo premiata come miglior libero; nel 2004 vince la medaglia d'oro al World Grand Prix; nel 2006 vince la medaglia d'oro sia alla Coppa panamericana che al World Grand Prix, venendo premiata in entrambe le occasioni come miglior libero.
Nel 2007 si ritira dalla nazionale e torna a giocare nell'Esporte Clube Pinheiros, dove resta per due stagioni. Dopo va giocare prima nel Praia Clube e nel Mackenzie Esporte Clube, per poi ritornare nel Praia Clube. Nella stagione 2013-14 ritorna a giocare nel Minas Těnis Clube.

## Palmarès

### Club
- Campionato brasiliano: 6

1992-93, 2000-01, 2001-02, 2002-03, 2003-04, 2004-05

### Nazionale (competizioni minori)
- Trofeo Valle d'Aosta 2004
- Montreux Volley Masters 2006
- Trofeo Valle d'Aosta 2006
- Coppa panamericana 2006

### Premi individuali
- 2003 - Coppa del Mondo: Miglior libero
- 2006 - Coppa panamericana: Miglior libero
- 2006 - World Grand Prix: Miglior libero